# ソウル梨泰院雑踏事故
ソウル梨泰院雑踏事故（ソウルイテウォンざっとうじこ）は、2022年10月29日の夜に韓国の首都・ソウル特別市の繁華街・梨泰院でハロウィン時季の混雑の中で発生した群衆雪崩による事故。2023年1月3日時点の行政安全部の統計上では、事故生還後の2022年12月13日に自殺した1人も含めて159人が死亡している。
日本のマスメディアは、「ソウル雑踏事故」「ソウル群集事故」「イテウォン転倒事故」などとも呼称している。韓国では、梨泰院圧死事故（ハングル: 이태원 압사 사고）もしくは梨泰院惨事（ハングル: 이태원 참사）などと呼ばれている。

## 背景
梨泰院は、ナイトクラブやバーなどが立ち並ぶ韓国では屈指の繁華街であり、ハロウィンの時期に仮装した若者が多く訪れる場所であった。ドラマ『梨泰院クラス』の舞台であり、ドラマ上でもハロウィンが描かれている。事故当日はハロウィンを翌々日に控え、また新型コロナウイルス感染症 (COVID-19) の流行を受けた規制が3年ぶりに解除されたことから、周辺には10万人以上が訪れ、複数のパーティーが行われていた。最寄りのソウル交通公社6号線梨泰院駅では事故当日に下車した客が8万人を超え、前年の2.6倍、COVID-19流行以前の2017 - 2019年に比べても約2万人多い状態だった。
韓国の法令では、大人数イベントの主催者には安全管理や安全対策計画の提出が義務づけられているが、ハロウィン自体に主催者はおらず、各店舗が個別に小規模のイベントを開く状況だったため、法令に基づいて安全管理を命じるべき民間事業者はいなかった。地元警察署は群衆事故の発生を懸念していたが、その懸念は事故当日の警備計画には反映されず、ソウル市内のほかの場所で行われたデモに約6,000人の警察官を派遣した一方で、梨泰院には130人ほどしか派遣していなかった。梨泰院を管轄する龍山区では、ハロウィンに関する対策会議を開いていたものの、事故を想定した安全管理対策が議論された記録は無い。区は職員を現場付近に派遣していたものの、人数が足りず、十分な対応ができなかったとしている。警備の方法についても、拡声器を用いて警告するばかりで、具体的な指示などが無かった点を指摘する意見や、さらにはハロウィンということもあり、「多くの人が警察官に仮装してさらに紛らわしかった」と証言する声もあり、規制緩和とハロウィンによる大規模な混雑を予見できず、当局による警備体制が不十分であったと指摘されている。

## 事故の経緯

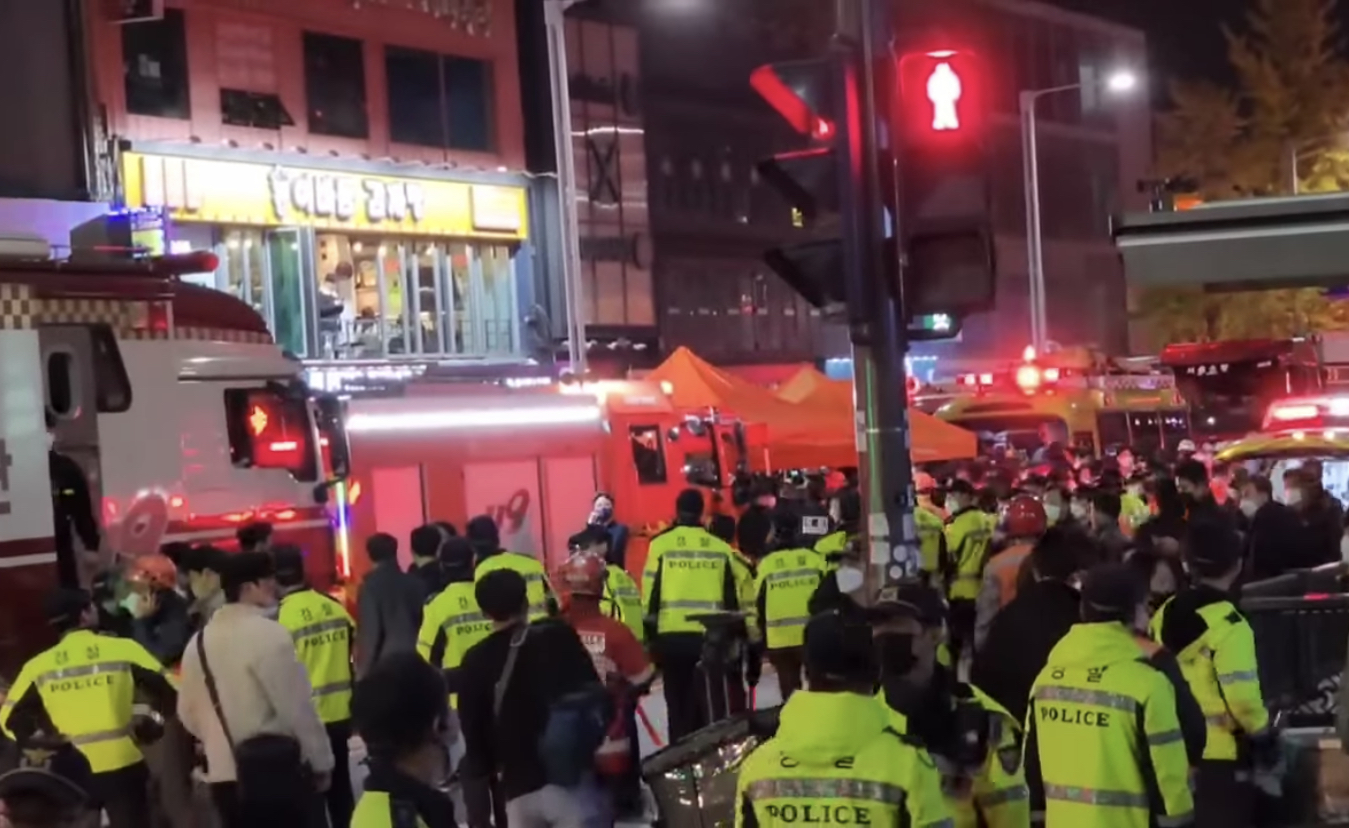
梨泰院での事故を受けて動員された警察と消防。被害者の救助の為に消防士507人、警察官1371人を含む合計2692人が動員された。

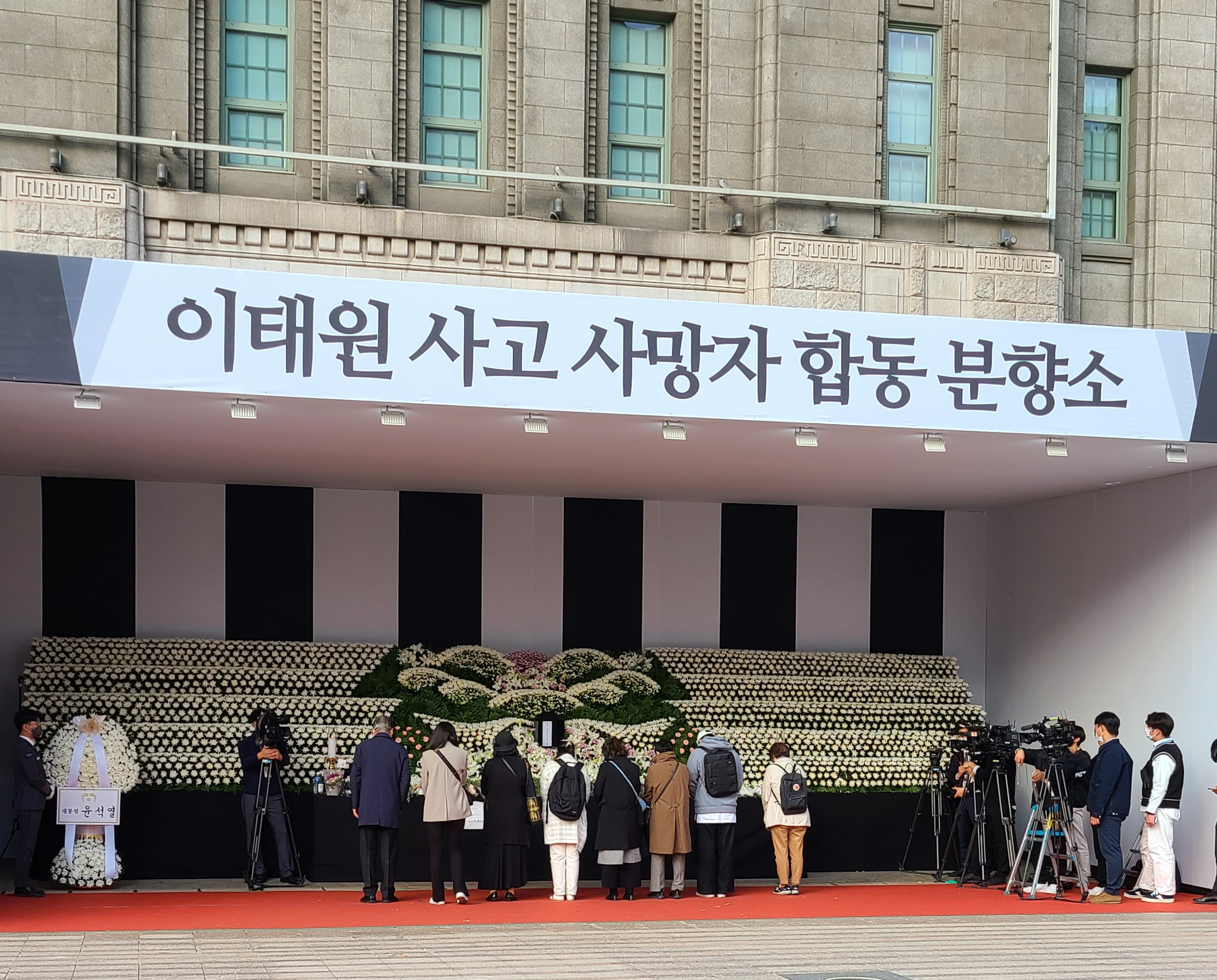
ソウル広場での合同焼香所。

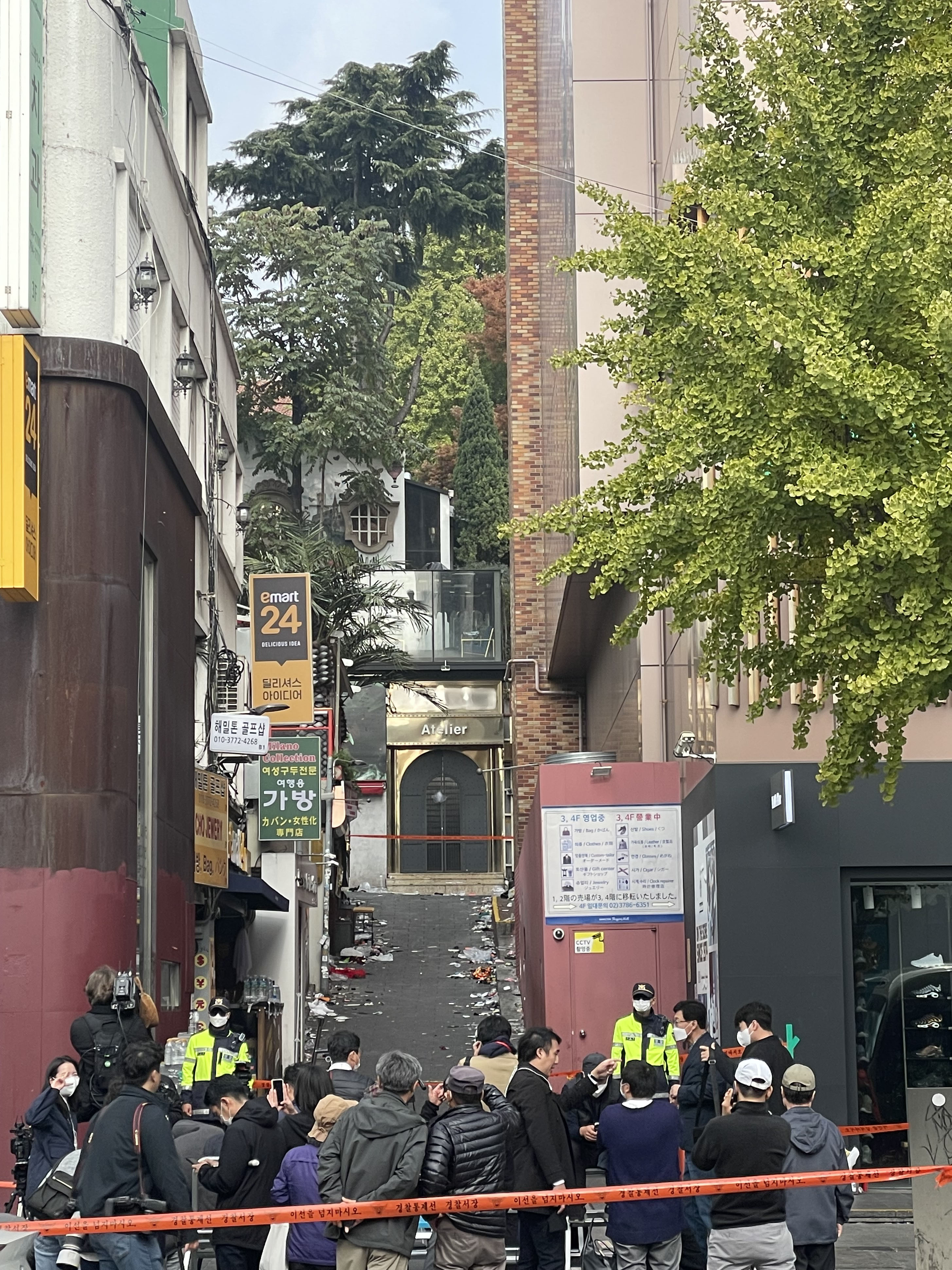
事故後に撮影された事故現場の様子。狭い路地（最小幅員3.2メートル）であることが分かる。

現場は幹線道路に沿う梨泰院駅の1番出口付近から、ハミルトンホテルの西側を通り、「世界料理街」の丁字路へと南北につながる幅3.2メートル、長さ40メートル、傾斜度10パーセントの狭い坂で10月29日の事故当時、駅から世界料理街に向かう人と世界料理街から駅に向かう人がひしめき合っていた。数千人の人波があり、周辺も含めれば数万人が集まっていたとみられる。事故の約1時間前には、周辺は身動きの取れないほどの大混雑となっていた。
目撃者の証言によると22時15分ごろ、突然、坂の上の方から次々と折り重なるように人々が倒れたと見られる。人々は押され、坂の中ほどから少し上の部分の延長5.7 メートル、幅員3.2 メートル の面積18.24 平方メートル内の人々が特に強い圧迫を受け、結果、300人以上が折り重なり、多数が呼吸困難に陥った。1平方メートルあたり17人がいた計算となる。同じ頃、多数の人が倒れているという事故の通報が消防当局に入った。現場にいた人は「みんなで『押さないで』と大きな掛け声をあげたが突然、悲鳴に変わった」「5、6人が折り重なっていた」などと証言している。発生から1時間で消防には「十数人が下敷きになっている」などの通報がおよそ80件寄せられた。
専門家によれば、群集雪崩に巻き込まれた人々が胸や腹を強く圧迫され、立ったまま意識を失い死亡した、あるいは長時間にわたり圧迫され、呼吸や血液の循環不全を起こす人がいた可能性が指摘されている。10月29日23時30分の時点で、梨泰院の中心にあるハミルトンホテルの近くで数十人が心肺停止状態にあり、駆けつけた救急隊員や市民らが心肺蘇生措置を行っていた。

## 被害の状況
行政安全部の最終報である12月2日18時の時点までに確認された死亡者は158人で、うち女性が102人、男性が56人で、世代別では20代が106人で最多であった。死亡者には外国籍26人も含まれ、その内訳はイラン人5名、中国人4名、ロシア人4名、アメリカ人2名、日本人2名、フランス人、オーストラリア人、ノルウェー人、オーストリア人、ベトナム人、タイ人、カザフスタン人、ウズベキスタン人、スリランカ人各1名であった。12月2日18時までに確認された負傷者は196人で、うち重傷者は31人、軽傷者は165人。入院中は2人で、194人はすでに退院・帰宅した。
12月13日（12日深夜）、友人と共に被害に遭い2人の友人を亡くした10代の男子高校生が自殺した。高校生はWeb上で死亡した友人を侮辱するような書き込みを見て心に傷を負っていたという。その後に行政安全部は関係法と医療の専門家から聴取した結果、この高校生の死が事故と直接の因果関係があると認めて事故死亡者と認定し、遺族には災害救援金が支給されることになった。これにより統計上では本件の死亡者数は159名となった。
事故から2日後の31日までに死者全員の身元が確認された。死者の中には、『PRODUCE 101 SEASON2』に参加した俳優のイ・ジハンや、韓国プロ野球KBOリーグのLGツインズや起亜タイガースでチアリーダーを務めたキム・ユナが含まれている。教育部と国防部の発表によると、死者の中に3人の教師と3人の大韓民国国軍兵士が含まれている。
なお、家族と連絡できない状況も多く発生し、30日14時までに龍山区の漢南洞住民センターにこの事故に関係する失踪者の申し立てが3580件に上った。外国人向けには行方不明者問い合わせセンターが臨時で設置され、（事故現場での騒乱の影響を含むハロウィンの騒動の影響などにより安否が未だ不明な者の）問い合わせを英語、日本語、中国語、ベトナム語の4か国外国語で対応した。

## 政府・行政の対応
2014年のセウォル号沈没事故以降、韓国で発生した平時災害としては最大規模の死傷事故であり、ソウル都心部で発生した大規模事故としては1995年の三豊百貨店崩壊事故以来である。事故現場は狭い路地であるため、救急隊員が人波を突き抜けて現場に到着したのは通報の約1時間後であった。
韓国の尹錫悦大統領は緊急の会合に出席し、負傷者への迅速な救命救助と治療、祝祭に関わる会場の安全性の再確認を要請した。

### タイムライン
24時間表記、韓国標準時（日本と同時刻）。
- 10月29日
  - 22時15分、消防当局が事故覚知[24]。
  - 23時30分、この時点でハミルトンホテルの近くで数十人が心肺停止状態にあり、市民や公務員らが心肺蘇生措置を始めていた。
  - 23時15分ごろまでに、当局には呼吸困難などによる救助要請が約80件寄せられていた[8]。
  - 当日前後の判明分で、韓国全国から消防隊員と警察員約800名がソウルと事件現場に招集された[38]。
- 10月30日
  - 2時30分、尹大統領は中央災害安全対策本部がある光化門政府ソウル庁舎の会議室で、韓悳洙国務総理と李祥敏（朝鮮語版）行政安全部長官などと緊急状況点検会議をして、事故収拾本部の即時稼働と事故原因の調査などを指示した[36][37]。
  - 同日午前、尹大統領が国民向けの談話を発表し、「起きてはならない悲劇と惨事が起きた」と述べた上で、11月5日までを全国的な「国家哀悼期間」とすると表明した[39][40][34][41]。尹大統領は事故現場を視察した[42][41]。
  - 同日、日本政府は日本人女性2名が死亡した為、外務省内に領事局長を責任者とした対策チームを設置した[43]。
  - 同日時点判明分の集計によると、救助の為に消防士507名、警察官1371名を含む延べ計2692名が動員[18]。
- 10月31日
  - ソウル市庁前のソウル広場や、梨泰院がある龍山区ほかソウル市内各地に追悼のための合同焼香所を設置した[44]。尹大統領がソウル広場の焼香所を非公式ながら弔問し、犠牲者らに「大統領として申し訳ない」と非公式ながら謝罪の言葉を述べた[45][46]。
- 11月1日
  - 韓国政府は、外国人の事故犠牲者遺族に慰労金と葬儀費用などを支給するとした[47]。3日にも、韓悳洙首相が外国人犠牲者に対し、葬儀文化の違いや遺体移送費の側面から葬儀に関する費用の支援を指示した[48]。
- 11月2日
  - 日本の麻生太郎自民党副総裁が2日 - 3日にかけて尹大統領や閣僚らと日韓関係について会談、ソウル市内の焼香所を弔問した[49]。
- 11月4日
  - 尹大統領はソウル市内の曹渓宗総本山、曹渓寺での追加法要で、公式の場で犠牲者と遺族らに「大統領として悲痛で申し訳ない気持ちだ」と謝罪の言葉を述べた[46]。

## 警察による捜査

### 内部調査と捜査
10月30日、韓国警察庁は475人体制の捜査本部を設置し、事故の経緯についての調査を開始した。目撃者からの聞き取りを行ったほか、防犯カメラ・私設のカメラやSNSへ投稿された映像を分析するとしている。またネット上での関連した書き込みについて、名誉毀損などの疑いで調査を指示した。
11月1日、韓国警察庁は事故当日に寄せられた11件の緊急通報の内容を公開し、既に事故発生約4時間前の18時半頃には梨泰院駅などで市民から「人々が圧死しそうになっています」「大事故が起きる一歩手前」「人数の統制を」「早く来て下さい」といった警察（韓国112番、日本の110番に相当）への通報が寄せられていたが、このうち警察官が対応したのは11件中4件のみだったことが明らかになった。他の6件に対しては電話で「警察が周辺に配置されている」と告げただけであり、さらにその実際の対応も消極的な対応と見られており、警察側が危機的な状況であることを認識していなかった可能性が指摘されている。また事故発生直後の対応も現場のソウル龍山警察署長が外部に応援を依頼せず、龍山署員だけの対応に留まり、ソウル地方警察庁などの部隊投入も遅れたことが明らかになっており、警察側の事故対応の不手際も併せて指摘されている。
11月2日、特別捜査本部はソウル地方警察庁、梨泰院を管轄するソウル龍山警察署、龍山区庁など8か所に対して家宅捜索を行った。
11月7日、前龍山警察署長とソウル警察庁の状況管理官ら6人を業務上過失致死傷などの疑いで立件した。
12月1日、特別捜査本部は前龍山警察署長、ソウル警察庁公共安寧情報外事部長、龍山署情報課前課長、龍山署112（緊急通報）状況室前室長の警察幹部4名について、口裏合わせや証拠隠滅などの恐れがあると判断し、逮捕状を請求した。また特別捜査本部は、龍山区長と龍山消防署長についても逮捕状の請求を検討している。

### 警察官とソウル市役所の担当官の自殺
11月11日、龍山警察署の情報課係長が自宅で死亡しているのが発見された。自殺と見られている。死亡した情報係長は、ハロウィンで梨泰院に群衆が集まり事故が起きる危険性を事前に警告していた内部報告書を事故発生後に破棄するように命じたなどの疑いが持たれており、証拠隠滅、業務上過失、職権乱用などの容疑で捜査対象となっていた。また同日にはソウル市役所の安全支援課の幹部が自殺とみられる状態で死亡しているのが発見された。この幹部はいかなる捜査も受けていなかったが、ソウル市における祭りの安全対策と災害時の心理カウンセリングプログラムの緊急点検文書に関する最終承認者であった。

### 逮捕・公判
2022年12月5日、韓国警察庁の特別捜査本部は、事故発生を懸念して作成された報告書の隠蔽を事故後に指示したとして、証拠隠滅教唆の疑いで当時の警察幹部2名を逮捕した。
2022年12月23日、韓国警察庁の特別捜査本部は前署長の李林宰を逮捕した。
2022年12月26日、特別捜査本部は龍山区長の朴熙英と、同区安全災難課長の2人を逮捕した。
2023年1月13日、韓国警察庁の特別捜査本部は警察内部や行政機関への捜査の結果を発表した。安全対策や通報への対応などが不十分だったとして、業務上過失致死傷などの容疑で警察関係者ら6人を逮捕し、17人を書類送検した。
2024年9月30日、ソウル西部地裁は現場を管轄する龍山警察署長（当時）に対し、禁錮3年の判決を言い渡した。3つの罪に問われていたが、業務上過失致死傷のみ有罪とし、他の2つの罪は無罪と判断した。業務上過失致死傷などの罪に問われた龍山区長には無罪とする判決が言い渡され、同年10月17日には業務上過失致死傷罪に問われた元ソウル警察庁長に無罪判決を言い渡した。

## 流言飛語
当時の状況について「下り坂が始まる地点で（仮装をした）誰かが踊り始め、あっという間に人が集まった」「現場に有名なインフルエンサーが現れたと噂され、人々が集まった」「ウサギのヘアバンドをした男が『押せ』と叫んだ」といった目撃情報が報じられたが、事故との関連性は明らかでない。ウサギのヘアバンドをした男性については事故とは無関係なことが確認された。群集事故に詳しい大阪工業大学の吉村英祐特任教授は、当時の状況について「すでに非常に高密度で、押す人自体が押せるような状態ではない。仮に押したとしても、その人の力くらいで倒れることはない」と述べ、人が押したから倒れたというのは考えにくいと指摘した。
朝鮮語圏のネット上では特定の人物の行為が原因だとする「犯人捜し」が過熱し、個人攻撃された人物が事故発生時には現場を離れていたとして「魔女狩りはもうやめてほしい」と訴える事態にもなっている。過去の群集事故でも、2001年7月に日本で発生した明石花火大会歩道橋事故では「茶髪の青年が無理に押したので群衆雪崩が発生した」などのデマが拡散されたことがあった。
具体的に事故が発生した要因はソウル警察庁に捜査本部を設けて、事故経緯の究明に努めるとしている。ソウル警察庁は11月1日現在で人々が撮影した動画や防犯カメラ50台以上の映像を確保したが、犯罪容疑の適用を検討するほどの対象は見つかっていない。
韓国警察庁・サイバー対策状況室は、インターネット上での誹謗中傷に関して11月1日21時までに15件について犯罪捜査の立件に向けて調査し、また158件の投稿の削除あるいは遮断を要請している。

## 影響

### スポーツ界
- サッカーの2022FAカップの優勝セレモニーでは、事故を受けて事前に用意されていた花吹雪や爆竹の演出を自粛した[75]。
- 11月1日開幕の韓国プロ野球KBOリーグ韓国シリーズは、花火などの準備されたイベントを大幅キャンセルし、規模を最小化して開催された[76]。また選手と審判が喪章を着用し、第1戦の試合前には黙祷が行われた[77]。
- 11月20日からの2022 FIFAワールドカップ大会では、ソウル市内での街頭応援を見合わせた[78]。

### 芸能界
- SMエンタテインメントは今回の事故を受け、10月30日の午後に予定していたハロウィンイベント「SMTOWN WONDERLAND 2022」を急遽中止すると発表した[79]。
- BTSのJ-HOPEは、Instagramに事前に投稿していたハロウィン関連の投稿を削除した[80]。
- 30日に予定していたSBS『人気歌謡』の事前収録と放送が公式SNSを通じて中止を発表した[81]。同局のバラエティ番組『Running Man』も放送を中止した。KBSでも『全国のど自慢』の放送を休止するなど、韓国のテレビ各局で番組の休止や報道特別番組への差し替えが相次いでいる[82][83]。
- 27日から30日まで開催予定だった「釜山ワンアジアフェスティバル（BOF）」について、30日夜に釜山アジアド主競技場で予定していたK-POPコンサートを中止すると発表した[84]。
- 30日に行われる予定であった「リメンバー」と「自白」の舞台挨拶、31日に行われる予定であった「狎鴎亭」と「カーテンコール」の制作報告会がそれぞれ今回の事故の影響で中止となった[85]。
- 今回の事故に伴ってアルバムのリリースを延期する動きが数多く見られ、EXOのチェンによる3枚目のミニアルバム『Last Scene』は、発売日が10月31日から延期となり、暫定的に31日14時に行われる予定であった記者懇談会もキャンセルとなった[86]。またCLASS:yのカムバックも延期になり[87]、NATUREの3枚目のミニアルバム『NATURE WORLD：CODE W』は11月2日から4日後の11月6日に延期となった[88]。
- ジェジュンも、30日に日本の愛知県常滑市のAichi Sky Expoで開催予定であった自身のライブツアー「J-JUN LIVE TOUR 2022〜Fallinbow〜」の2日目公演を延期とすることを発表した[89]。
- GUCCIがソウルの景福宮で11月1日に行う予定だったイベントがキャンセルになった[90]。GUCCIのアンバサダーである韓国の芸能人が多数参加する予定であった。
- TWICEも、7周年を記念したファンミーティング「TWICE FANMEETING ONCE HALLOWEEN 3」をキャンセルすると発表した[91]。

### ハロウィン関連のイベント
- 京畿道龍仁市のテーマパーク「エバーランド」では、11月20日まで予定されていたハロウィン関連のプログラムをすべて中止し、園内の安全システムを再点検する方針を明らかにした[92]。
- 韓国国内のスターバックスでは、当面11月1日までハロウィンキャンペーンやテーマ商品の販売を中止すると公表[93]。
- 江原道春川市にあるレゴランド・コリア・リゾートでは、テーマパーク内のハロウィン行事を全面中止するとホームページで発表された[94]。
- 日本ではこの事故を受け、梨泰院と同様にハロウィンで混雑する渋谷駅周辺で警視庁が警戒を強化した[95]。

### その他
- 新世界グループが10月31日から11月まで行う予定であった割引セールや商品券贈呈などが大規模で取り行われる「SSG DAY」が中止となった[96]。
- 11月5日に釜山で約3年ぶりに行われる予定であった釜山花火大会は、今回の事故を受けて無期限延期となった[97]。
- 毎年11月11日に韓国で行われる「ペペロデー」は今回の事故を受け、製造元であるロッテ製菓によるペペロを用いた各種マーケティングや行事をキャンセルしたと発表した[98]。
- 明石花火大会歩道橋事故の教訓として兵庫県警察が作成・公開している雑踏警備の手引書のインターネット上での閲覧数が2022年10月は月平均の250倍にあたる約4万3000回に増え、本件を受けて対策に関心が集まったと読売新聞は推測している[99]。
- 日本においては、ハロウィンとは無関係のイベントや観光地において混雑が見込まれる場合は本件を念頭に置いた警備計画が立てられるケースがあった[注釈 1]。

## 国会の対応
2022年12月11日、大韓民国国会は事故の責任を問うため、最大野党・共に民主党が主導し提出した李祥敏行政安全部長官の解任決議を採決した。与党・国民の力が反発し採決をボイコットした結果、賛成182、無効1票で可決されたが法的拘束力はなく、尹錫悦大統領側は解任を拒否した。
2023年2月8日、大韓民国国会は事故の対応を理由に野党が提出した李祥敏行政安全部長官に対する弾劾訴追案を賛成179、反対109、無効5票で可決した。憲法裁判所での審議が終了するまで李祥敏は職務停止となり、韓唱燮次官が職務を代行することとなった。韓国国会で閣僚に対する弾劾訴追案が可決されたのは憲政史上初のことであった。
2023年7月25日、大韓民国憲法裁判所は李祥敏の弾劾を全員一致で棄却し、職務復帰することが決まった。

## 各国政府・指導者の反応
- 韓国の尹錫悦大統領の対応についてはタイムラインを参照。当時、欧州に出張中だった呉世勲ソウル特別市長は急遽帰国しソウルに戻った[37]。
- 各国の指導者、閣僚や委員長などが相次いで哀悼の意を表明した。(※いずれも当時)
  - アメリカのジョー・バイデン大統領および同国の国務長官と首席補佐官、イギリスのリシ・スナク首相、フランスのエマニュエル・マクロン大統領、ドイツのオラフ・ショルツ首相および同国外相、ジョゼップ・ボレルEU外交政策委員長など[38]。
  - オーストラリアのアンソニー・アルバニージー首相、カナダのジャスティン・トルドー首相、シンガポールのハリマ・ヤコブ大統領、中国の習近平総書記、日本の岸田文雄総理および林芳正外務大臣、台湾の蔡英文総統、インドネシアのジョコ・ウィドド大統領、インドのスブラマニヤム・ジャイシャンカル外務大臣、イタリアのジョルジャ・メローニ首相、ポーランドのマテウシュ・モラヴィエツキ首相など[105][106][107][108][109][110][111][112][113][114]。
  - マレーシアのサイフディン・アブドゥラ（英語版）外相、メキシコのアンドレス・オブラドール大統領、キルギスのサディル・ジャパロフ大統領、トルコの外務省、ノルウェーのアニケン・ホイットフェルト（英語版）外相、ウクライナのドミトロ・クレーバ外相、国連のアントニオ・グテーレス事務総長など[115][116][117][118][119][120]。
  - イギリスのチャールズ3世、ウィリアム皇太子及びキャサリン妃、モナコのアルベール2世など[121]。
  - ローマ教皇フランシスコは、サン・ピエトロ広場で犠牲者に向けて祈りを捧げると表明した[115]。
- イランの報道官は事故対応の体制について、非公式ながら批判した[122]。

## その他
韓国のオンラインメディアの「ミンドゥレ」は11月中旬に遺族の同意と確認を経ないまま、155人の犠牲者の名簿を一方的に公開したため「二次加害」との批判が上がった。
11月10日前後に遺族と詐称する母子が現場に現れ、衣類、現金、食事などを手に入れたほか、現場を訪れた俳優のチョン・ウソンの前でも激しく泣き叫ぶ演技をした。母子は15日に警察に通報され、詐欺疑惑で立件した。
北朝鮮のスパイ事件について捜査している国家情報院と警察は、韓国最大の労働組合民主労総本部を家宅捜索した際に押収した資料から、事故直後に行なわれた反政府デモについて、北朝鮮からのものと見られる指令文書が見つかり、文書には「退陣が追悼だ」といった当時デモで使われたスローガンなどが具体的に書かれていた。